# Dragon C211

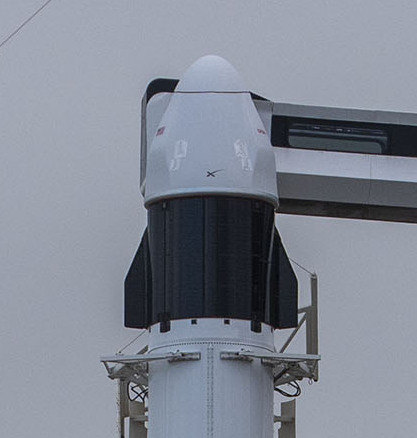
Kabina C211 při předstartovní přípravě.

Dragon C211 je třetí vyrobený exemplář plně automatizované a opakovaně použitelné nákladní kosmické lodi Cargo Dragon. Dosud absolvoval dva lety k Mezinárodní vesmírné stanici (ISS).

## Cargo Dragon
Společnost SpaceX po roce 2006 na základě smlouvy COTS s agenturou NASA vyvinula nákladní kosmickou loď Dragon. Pod navazující smlouvou CRS vyslala SpaceX loď Dragon v letech 2010 až 2020 na 2 testovací a 20 řádných misí k zásobování ISS. Z nich pouze jedna mise selhala (SpaceX CRS-7 v červnu 2015) a NASA v roce 2016 společnosti SpaceX smlouvou CRS-2 přidělila nákladní lety také pro nástupce lodi Dragon, označovaného Dragon 2. Ten existuje v osobní a nákladní variantě Crew Dragon a Cargo Dragon. 
Loď Dragon s nástavcem (tzv. trunk) ve startovní pozici měří na výšku 8,1 metru a v průměru má 4 metry. Kabina poskytuje 9,3 krychlového metru prostoru, v nástavci je možné uložit 12,1 a v rozšířeném nástavci až 37 m3 nákladu, který nemusí být dopravován v hermetizované kabině, např. součásti určené k namontování na vnější povrch stanice. Cargo Dragon umí na ISS vynést až 3 307 kg nákladu, z toho 2 507 kg v kabině a 800 kg v nástavci. Nákladní loď v porovnání variantou pro lety s posádkou neobsahuje sedadla, ovládací prvky, systémy podpory života ani motory SuperDraco pro přerušení startu. 
Loď do vesmíru vynáší rakety Falcon 9. SpaceX uvádí, že loď může být k ISS připojena až 75 dní, ale NASA využívá zhruba polovinu této doby a nákladní Dragony se na Zemi vracejí po zhruba 5 týdnech. Vezou přitom s sebou náklad, který nejčastěji tvoří výsledky vědeckých experimentů určené k vyhodnocení nebo dalšímu použití v pozemských podmínkách, nebo vybavení ISS určené k testování nebo opravě. Cargo Dragony přistávají nejčastěji do vod Mexického zálivu u pobřeží Floridy, ale jsou schopny také přistání u jejího atlantského pobřeží nebo do vod Tichého oceánu u břehů Kalifornie.

## Lety
| Mise   | Znak | Start (UTC)                  | Přistání (UTC)            | Výsledek | Doba letu                  |
| ------ | ---- | ---------------------------- | ------------------------- | -------- | -------------------------- |
| CRS-26 |      | 26. listopadu 2022, 19:20:43 | 11. ledna 2023, 10:19     | Úspěšná  | 45 dní, 14 hodin, 58 minut |
| CRS-29 |      | 10. listopadu 2022, 01:28:14 | 22. prosince 2023, ~17:33 | Úspěšná  | 42 dní, 16 hodin, 5 minut  |